# Arp 147
Arp 147 (также известная как IC 298) — взаимодействующая пара кольцевых галактик. Они находится на расстоянии от 430 миллионов до 440 миллионов световых лет в созвездии Кита и, по-видимому, не является частью какой-либо значительной группы галактик. Система была впервые открыта в 1893 году Стефаном Жавелем и включена в атлас пекулярных галактик.
Система была сформирована, когда спиральная галактика (на изображении справа) столкнулась с эллиптической галактикой (на изображении слева). Столкновение вызвало растущую волну звездообразования, распространяющуюся со скоростью ~100 км/с, начавшуюся около 40 миллионов лет назад. Предполагается, что максимальный период звездообразования закончился 15 миллионов лет назад и самые молодые и сверхгорячие массивные звёзды уже погибли как взрывные сверхновые, оставив после себя нейтронные звезды и чёрные дыры.
Правая галактика имеет диаметр 30 000 световых лет и находится на расстоянии 21 000 световых лет от своей галактики-партнёра. Вся система простирается на 115 000 световых лет.

## Основное кольцо
Основное кольцо содержит девять ярких источников рентгеновского излучения, которые представляют собой чёрные дыры, каждая из которых имеет массу, в 10-20 раз превышающую массу Солнца. От края до края расширение кольца составляет 225 ± 8 км/с, и наблюдается очень небольшое вращение (47±8 км/с).
Оно также имеет скорость звездообразования около 4,68 солнечных масс в год. Красноватая выпуклость в главном кольце считается исходным ядром первичной галактики и составляет 30-50 % от общей массы галактики.

## Меньшая галактика
Меньшая галактика-компаньон (она слева) также содержит источник рентгеновского излучения, который может быть чёрной дырой.